# Света Богородица Пречиста Келия
„Въведение на Пресвета Богородица“, по-известна като „Света Богородица Пречиста Келия“ (на македонска литературна норма: „Света Богородица Пречиста Ќелија“), е средновековна църква в охридското село Велмей, Република Македония. Църквата е част от Охридското архиерейско наместничество на Дебърско-Кичевската епархия на Македонската православна църква – Охридска архиепископия. Представлява малка еднокорабна църква, разположена извън селото на югоизток, която вероятно е от XIV век. Фреските в нея са от последната четвърт на XVI век. Името Келия показва, че църквичката може би е служела като килийно училище към края на XVIII и през XIX век, но по-вероятно е тя да е била управлявана от някой манастир и в нея да е нямало всекидневно богослужение, а само на големите християнски празници. От 1998 г. църквата е под защита на държавата като дял от македонското културно наследство.

## Архитектура
Църквата е еднокорабна, без декоративни елементи, с вход от запад и има тристранно издадена апсида и двускатен покрив с плочи от шисти. Прозорци има на източния калкан, на средата на апсидата и на южната фасада. Над входа има полукръгла ниша за изображение на патрона на църквата. Техниката на градене видимо се различава в долния дял от сградата, с правилно редуване на камък, тухла и хоросан, като такъв начин на градене е присъщ отчасти и на западната и южната фасада, на височина само от един метър. Надграждането на църквата е извършено със същия материал, но в по-груб начин. По дължина на страничните стълбове се виждат дървени греди. На основа на градежа на долния дял се предполага, че църквата датира от XIV век, като е била обновена по-късно през османския период. Вътрешната структура на пространството е еднокорабен наос с полуобъл свод и олтарно пространство с полукръгла апсида и проскомидийна ниша. По дължина на източната стена има изграден отвор на височина от 70 cm. В протезиса има две дълбоки ниши.

## Живопис
Основната характеристика на стенната живопис в църквата е приспособеността към архитектурата и към сакралната функция на вътрешното пространство с разполагане на темите в съгласност с йерархичните начала на „светата вертикала и хоризонтала“, обикновено присъстващи в православните църкви от византийската културна традиция. Разполагането е в хоризонтални зони, а композициите са разделени с червени бордюри. Фонът е предимно комбинация от две до четири хоризонтали, оцветени с тъмно синьо, зелено, охра и „изпръскан“ цвят. Ореолите са охрени с двойни кръгове, по-тънък и по-дебел бял цвят от външна страна. Зоната с медальони се простира само на страничните зидове и се състои от 14 кръга, изрисувани с червен и бледо син цвят. Цокълът на църквата е покрит с имитация на завеса – бяла с охра, украсена с червен и черни геометрични мотиви. Във вътрешността на църквата има малко самостоятелни елементи – в дълбочината на прозорците е във вид на диагонално разделено поле от чирвини и черни линии, върху южния прозорец е във вид на къса лента от ромбоиди със стилизиран цвят, във вътрешността на фасадната ниша има цели палмети, а полупалмета е дискретно изобразена като орнамент на текстила в композициите. Изобразителната техника е фреско (нанасяне на боя върху влажна основа), а надписите най-вероятно са написани върху суха основа и всички са на гръцки език.
В църквата са изобразени – четирите образа, в които се явява Исус Христос, четиримата апостоли Матей, Марко, Лука и Йоан, старозаветните пророци, Възнесение Христово, Богородица с Христос на гърдите, мъртвият Христос, архангелите Михаил и Гаврил, големите светци – Свети Василий Велики, Свети Йоан Златоуст, Свети Григорий Богослов, Свети Атанасий и Свети Николай, десет сцени (запазени са само седем) от най-важните епизоди в живота на Христос (Благовещението, Рождество Христово, Сретението, Кръщението, Възкресението на Лазар, Христовото Възнесение и Успението на Богородица, образи на много светци, мъченици и т.н. Съдейки по стила, се предполага, че фреските са дело на един майстор с помощник, вероятно от околността на Охрид и Костур.

## Галерия
- Исус
- Богородица ширшая небес
- Рождество
- Горният дял от живописта
- Живописта над входната врата
- Дял от северния дял на живописта
- Дял от южния дял на живописта